# Schorsing (voetbal)
Een schorsing in het voetbal houdt in dat een speler door een bepaalde actie op het veld in de eerst volgende wedstrijd(en) niet ingezet mag worden. Ook mag een speler in de meeste gevallen een wedstrijd niet uitspelen en moet hij/zij direct van het veld. 

## Redenen
- Cumulatie van gele kaarten: bijvoorbeeld dat vijf gele kaarten een speler één speeldag schorsing oplevert, vijf extra gele kaarten (tien in totaal) komt een speler op twee speeldagen schorsing te staan et cetera.
- Tweede gele kaart: Als een speler door een lichte overtreding een gele kaart krijgt en daarvoor door eenzelfde lichte overtreding al een gele kaart had gekregen, wordt een speler voor één wedstrijd geschorst.
- Directe rode kaart: Deze kaart wordt gegeven als een zware overtreding door een speler is gemaakt. Hoe lang een speler dan geen actie meer mag vertonen op het veld wordt bepaald door de zwaarte van de overtreding die was begaan door de speler.
- Achteraf: Als een speler een verkeerde actie heeft gemaakt die niet door de arbitrage is gezien, kan tegenwoordig op basis van videobeelden achteraf alsnog worden bepaald dat een speler geschorst wordt. Als er op deze manier een schorsing wordt opgelegd, gaat het vaak om acties die echt niet door de beugel kunnen. Vaak wordt een speler in dit soort gevallen dan ook zwaarder gestraft.
- Buiten een wedstrijd om: Als een speler om welke reden dan ook iets buiten het veld doet wat binnen het voetbal valt en niet mag, kan er alsnog een schorsing worden gegeven.

## Langste schorsingen
- In Nederland werd Henk van Ramselaar in 1975 voor 2,5 jaar geschorst, na het geven van een karatetrap aan een scheidsrechter. Dit is tot dusver de langste schorsing in de Nederlandse voetbalgeschiedenis.
- Vinnie Jones werd in 1992 voor 3 jaar geschorst, nadat hij in een interview voetbalgeweld en verschrikkelijke overtredingen ophemelde. Dit is wereldwijd tot nog toe de langste serieuze schorsing in het voetbal.
- Een minder serieuze, maar toch tellende schorsing was van Selwyn Baptista. Hem werd in de jaren 1950 in Trinidad een schorsing van 1000 jaar opgelegd. Hij was namelijk voor 2,5 jaar geschorst, maar hij had de dag ervoor toch een wedstrijd gespeeld. Hij werd dus extra gestraft met een levenslange schorsing.